# Arabis humbertii
Arabis humbertii är en korsblommig växtart som beskrevs av Quezel. Arabis humbertii ingår i släktet travar, och familjen korsblommiga växter. Inga underarter finns listade i Catalogue of Life.